# Терново
Терно́во (укр. Терново) — село в Нересницкой сельской общине Тячевского района Закарпатской области Украины.
Расположено в 20 км от районного центра — города Тячева и в 7 км от поселка Тересва, в долине реки Тересвы. С востока к селу подступают крутые лесистые холмы, высотой 450—500 м, с запада село ограничено рекой Тересвой.

## История
В советское время здесь действовал плодоперерабатывающий пункт Тересвянского соко-винного завода.
Население по переписи 2001 года составляло 4302 человека.